# Alt på et kort
Alt på et kort er en amerikansk stumfilm fra 1918 af Oscar Apfel.

## Medvirkende
- J. Warren Kerrigan - Jimmie Montgomery Farrell
- Lois Wilson - Cynthia Burdette
- Eugene Pallette - Eddie Barrett
- William Conklin - William Phelps
- David Hartford - 'Ace High' Burdette